# Fallschirmjägerregiment 31
Das Fallschirmjägerregiment 31 (FschJgRgt 31) ist ein Regiment der Luftlandebrigade 1 des Heeres. Es ist in der Fallschirmjäger-Kaserne in Seedorf stationiert. Es wurde 2014 aus dem Fallschirmjägerbataillon 313, dem Fallschirmjägerbataillon 373 und dem Luftlandeunterstützungsbataillon 272 aufgestellt.

## Auftrag
Das Fallschirmjägerregiment 31 führt Luftlandeoperationen sowie Evakuierungsoperationen durch und unterstützt taktische Operationen der Spezialkräfte. Die Fallschirmjäger gehören zu den spezialisierten Kräften und sind zu Luftlandeoperationen, auch im Sprungeinsatz, oder mittels Verbringen durch Transporthubschrauber befähigt.

## Gliederung
- 1. Kompanie: Stabs- und Unterstützungskompanie / Fallschirmjäger Spezialzug
- 2. und 3. Kompanie: EGB-Kompanien
- 4.–6. Kompanie: Fallschirmjägerkompanien (I. – III. Fallschirmjägerzug, IV. Panzerabwehrzug PARS)
- 7. Kompanie: Feuerunterstützungskompanie (120 mm Mörser Zug, Feldkanonenzug Wiesel, Panzerabwehrlenkwaffenzug Wiesel PARS, Aufklärungszug)
- 8. Kompanie: schwere Versorgungskompanie[2]
- 9. Kompanie: Luftlandesanitätskompanie[2]
- 10. Kompanie: Grundausbildung
- 11. Kompanie: Ergänzungstruppenteil

## Geschichte
Am 23. Mai 2023 wurde dem Regiment das Fahnenband „Einsatz“ verliehen.